# ستایان (شهر اتریش)
ستایان (به آلمانی: Satteins) یک منطقهٔ مسکونی در اتریش است که در ناحیه فلدکیرش واقع شده‌است. ستایان ۱۲٫۷۱ کیلومتر مربع مساحت دارد ۴۹۵ متر بالاتر از سطح دریا واقع شده‌است.